# Special Olympics Slowenien
Special Olympics Slowenien (englisch: Special Olympics Slovenia) ist der slowenische Verband von Special Olympics International. Sein Ziel ist die Förderung von Sport für Menschen mit geistiger Beeinträchtigung und die Sensibilisierung der Gesellschaft für diese Mitmenschen. Außerdem betreut er die slowenischen Athletinnen und Athleten bei den Special Olympics Wettkämpfen.

## Geschichte
Special Olympics Slowenien wurde 1993 mit Sitz in Ljubljana gegründet.

## Aktivitäten
2019 waren 3.527 Athletinnen, Athleten und Unified Partner sowie 405 Trainer bei Special Olympics Slowenien registriert.
Der Verband nahm 2022 an den Programmen Law Enforcement Torch Run (LETR), Athlete Leadership, Young Athletes, Motor Activities Training Program (MATP), Healthy Communities, Family Support Network,  Unified Schools und Unified Sports teil, die von Special Olympics International ins Leben gerufen worden waren.

### Sportarten
Folgende Sportarten wurden 2022 vom Verband angeboten:
- Basketball (Special Olympics)
- Boccia (Special Olympics)
- Fußball (Special Olympics)
- Judo
- Leichtathletik (Special Olympics)
- Radsport (Special Olympics)
- Schwimmen (Special Olympics)
- Schneeschuhlaufen (Special Olympics)
- Ski Alpin (Special Olympics)
- Skilanglauf (Special Olympics)
- Schwimmen (Special Olympics)
- Tischtennis (Special Olympics)

### Teilnahme an Weltspielen vor 2020
(Quelle:)
• 2007 Special Olympics World Summer Games, Shanghai, China (23 Athletinnen und Athleten)
• 2009 Special Olympics World Winter Games, Boise, USA (16 Athletinnen und Athleten)
• 2011 Special Olympics World Summer Games, Athen (24 Athletinnen und Athleten)
• 2013 Special Olympics World Winter Games, PyeongChang, Südkorea (14 Athletinnen und Athleten)
• 2015 Special Olympics World Summer Games, Los Angeles, USA (24 Athletinnen und Athleten)
• 2017 Special Olympics World Winter Games, Graz-Schladming-Ramsau, Österreich (18 Athletinnen und Athleten)
• 2019 Special Olympics, World Summer Games, Abu Dhabi (36 Athletinnen und Athleten)

### Teilnahme an den Special Olympics World Summer Games 2023 in Berlin
Special Olympics Slowenien nahm an den Special Olympics World Summer Games 2023 teil. Die über 40-köpfige Delegation wurde vor den Spielen im Rahmen des Host Town Program von Kassel betreut. Das Team gewann bei diesen Weltspielen sieben Gold-, sieben Silber- und vier Bronzemedaillen.

### Teilnahme an Weltspielen nach 2023
- 2025 Special Olympics World Winter Games, Turin, Italien (16 Athletinnen und Athleten)[5]